# Marshall McLuhan
Herbert Marshall McLuhan ([məˈkluən]; Edmonton, 21 de julio de 1911-Toronto, 31 de diciembre de 1980) fue un filósofo, erudito, sociólogo de la comunicación y profesor de literatura canadiense.
Profesor de literatura inglesa, crítica literaria y teoría de la comunicación, McLuhan es reconocido como uno de los fundadores de los estudios sobre los medios, y ha pasado a la posteridad como uno de los grandes visionarios de la presente y futura sociedad de la información. Hacia finales de la década de 1960 y principios de los años 1970, McLuhan acuñó el término «aldea global» para describir la interconexión humana a escala global generada por los medios electrónicos de comunicación. Es famosa su frase «el medio es el mensaje».

## Biografía
Herbert Marshall McLuhan nació el 21 de julio de 1911 en Edmonton, Alberta, Canadá, hijo de Herbert Marshall y Elsie Hall, un agente inmobiliario y una exactriz. La familia McLuhan se trasladó a Winnipeg, Manitoba, cuando Marshall era todavía un niño.
Estando en Winnipeg, McLuhan obtiene su primer grado en Letras y a continuación cursa un máster en Lengua inglesa, en la Universidad de Manitoba. McLuhan luego se matriculó en la Universidad de Cambridge. Se doctoró a los 31 años de edad en la Universidad de Cambridge, con la tesis llamada  The place of Thomas Nashe in the learning of his time, donde analizó la obra del dramaturgo inglés Thomas Nashe. En esa institución sería enseñado por I. A. Richards y F. R. Leavis, y sería influido por el New Criticism. Se destacó por su destreza física para la ballesta, ganando varios torneos internacionales entre 1935 y 1936. Entre 1936 y 1937, McLuhan enseñó como profesor adjunto en la Universidad de Wisconsin.
El 30 de marzo de 1937, McLuhan culminó la conversión a la fe católica, tras un largo proceso. A continuación enseñó en institutos superiores católicos. Desde 1937 hasta 1944 enseñó inglés en la Universidad de Saint Louis, donde se hizo amigo de Walter J. Ong (1912-2003), quien luego realizó un doctorado sobre un tema respecto del cual McLuhan le había llamado la atención, y quien luego sería conocido a su vez como una autoridad de las comunicaciones y la tecnología.
Un total de nueve universidades le concedieron doctorados honoris causa: University of Windsor (1965), Assumption University (1966), University of Manitoba (1967), Simon Fraser University (1967), Grinnell University (1967), St. John Fisher College (1969), University of Alberta (1971), University of Western Ontario (1972), University of Toronto (1977).
Desde su doctorado en Cambridge se inicia su interés por la retórica desde la cultura griega. Pero desde ahí se involucra con áreas como la historia, la sociología, la economía y la fisiología, con el propósito de hacer una investigación sobre los medios de comunicación y su influencia en las sociedades. Para McLuhan, los medios no sólo eran la radio, la televisión, los impresos, etc., sino que eran todos los objetos que constituyen una extensión del hombre; es decir, una prolongación o amplificación de alguna de las funciones u órganos del cuerpo.

## Logros
Durante los años en la Universidad de Saint Louis (1937-1944), McLuhan trabajó en dos ambiciosos proyectos: su disertación doctoral y su manuscrito que sería publicado en 1951 como el libro de The Mechanical Bride, que incluía sólo una selección representativa de los materiales que McLuhan había preparado para él.
En el doctorado obtenido en la Universidad de Cambridge en 1943, McLuhan analiza su disertación sobre la historia de las artes verbales (gramática, dialéctica, lógica y retórica). En ocasiones utiliza el concepto en latín de trivium para destacar un orden sistemático de la visión de ciertos periodos de la historia cultural de Occidente. Sugiere que la Edad Media, por ejemplo, se caracterizó en gran medida por el énfasis en el estudio de la lógica. La clave que llevó al Renacimiento no fue el redescubrimiento de textos antiguos, sino más bien la renovada importancia que se le dio a la retórica y al lenguaje por encima del estudio de la lógica. Este cambio realizado en el Renacimiento humanista fue un cambio en el énfasis dado no totalmente a la eliminación del arte verbal. La Edad Moderna se caracteriza por el resurgimiento de la gramática como su tema más sobresaliente.
McLuhan es el creador de numerosos conceptos populares incluso durante las primeras décadas del siglo XXI acerca de los medios de difusión masiva y la sociedad de la información, tales como la Galaxia Gutenberg, la Aldea global, la diferenciación entre medios fríos y calientes y la descripción de los medios de comunicación como extensiones de la persona.
Creó la revista académica Explorations con el antropólogo Edmund "Ted" Carpenter. En una carta a Walter Ong con fecha del 31 de mayo de 1953, McLuhan reportó que había recibido una beca de dos años por 43,000 dólares de la Ford Foundation para llevar a cabo la comunicación de un proyecto en la Universidad de Toronto involucrando a profesores de diferentes disciplinas, lo que llevó a la creación de la revista.
McLuhan saltó a la fama en 1964, cuando publicó Understanding Media. El libro, sin recursos publicitarios, se trasformó en un best-seller en Harvard y otras universidades.
Esencialmente, podría decirse que McLuhan no tenía un enfoque particular. Su aproximación a un determinado problema partía de negar un punto fijo, puesto que la comprensión requiere siempre, para él, un enfoque multidimensional. Con total libertad, sus escritos carecen de argumentaciones complejas o de tesis alguna que se desarrolle linealmente a lo largo de sus páginas.
Es innegable que McLuhan buscaba ser, en efecto, un hombre libre. Su lápida reza, con tipografía digital: «La verdad nos hará libres».(Cita bíblica: Veritas liberabit nos.)[1]
Diarios y revistas lo recordaron a su muerte con calificativos como Místico de la Aldea Electrónica o El más hippie entre los académicos y el más académico entre los hippies.
La perspectiva de McLuhan respecto a los medios de comunicación social se ha dado en llamar determinismo tecnológico. Aunque es probable ver en él, también, a un visionario. En efecto, cuando McLuhan murió, la televisión por cable aún no era una realidad mundial, los habitantes de la 'aldea global' aún poco sabían sobre interactividad, e-books, multimedia, vídeoconferencias, etc.. Sin embargo, la obra de McLuhan ha dejado un marco teórico que permite estudiar y comprender la naturaleza de estos nuevos medios que han revolucionado la historia de la comunicación de la humanidad.
Cuando McLuhan, a mediados de la década de 1960, llamó por primera vez la atención del público al redefinir medios y mensajes, hubo quien interpretó que lo que hacía era promover el fin de la cultura del libro para propiciar la era de la televisión. Pero, en realidad, lo que hacía era advertir sobre el poderoso potencial del nuevo medio. Se sabe que en su vida privada McLuhan rechazaba a la TV hasta tal punto que le pedía a su hijo que impidiera que sus nietos la vieran. En efecto, llamó a la TV «el gigante tímido» y pretendía generar conciencia acerca de su enorme poder.
El pensamiento de McLuhan acerca de los medios de comunicación se inicia a partir de las siguientes ideas:
1. Somos lo que vemos.[10]
2. Formamos nuestras herramientas y luego estas nos forman.[10]

En esta línea, podría afirmarse que veía en los medios más agentes de posibilidad que de conciencia: así, los medios podrían compararse con caminos y canales, antes que con obras de valor artístico o modelos de conducta a seguir.
Es habitual que pensemos que los medios no son sino fuentes a través de las cuales recibimos información, pero la concepción de McLuhan era que cualquier tecnología (todo medio) es una extensión de nuestro cuerpo, mente o ser. Los medios tecnológicos son entendidos como herramientas que extienden las habilidades humanas, del mismo modo que una bicicleta o un automóvil son una extensión de nuestros pies; la computadora sería, en ese sentido una extensión de nuestro sistema nervioso central.

### El medio es el mensaje
Así como el medio es entendido como una extensión del cuerpo humano, el mensaje no podría limitarse entonces simplemente a contenido o información, porque de esta forma excluiríamos algunas de las características más importantes de los medios: su poder para modificar el curso y el funcionamiento de las relaciones y las actividades humanas. Al considerar el medio como una de las características primordiales del mensaje, McLuhan afirmaba que si el medio cambiaba, el mensaje se distorsionaba, sin importar con cuanta fidelidad pase el mensaje de un medio a otro este invariablemente se distorsiona debido a los sesgos de los diferentes medios.
En esta línea, McLuhan definirá el mensaje de un medio como todo cambio de escala, ritmo o letras que ese medio provoque en las sociedades o culturas. De esta forma, el contenido se convierte en una ilusión o visión, en el sentido de que este se encuentra enmascarando, como La Máscara, la modificación del medio (la mediatización).

Medio y mensaje funcionan en pareja, comprometidos más o menos, puesto que uno puede contener a otro: el telégrafo contiene a la palabra impresa, que contiene a su vez a la escritura, que contiene al discurso... y así, por lo que el contenido se convierte en el mensaje del medio continente.
Habitualmente no notamos que existe interacción entre los medios y dado que su efecto sobre nosotros, en tanto audiencia, suele ser poderoso; el contenido de cualquier mensaje resulta menos importante que el medio en sí mismo.
Las cuatro edades. Una manera de intentar sistematizar algunas ideas que caracterizan el pensamiento de McLuhan es realizar un breve recorrido por la historia de la comunicación, de acuerdo con la concepción que este tenía de cada etapa.

### La historia de la comunicación
Recorre tres fases, según McLuhan:
1. El estado tribal: Es un periodo que no está asociado con ningún fenómeno que McLuhan ya considera tecnológico: la comunicación verbal. Para él, la creación de un medio que no poseemos cuando nacemos es ya una tecnología. McLuhan no se refiere a una lengua como una combinación de fonemas. Él se refiere a las lenguas que cuentan con series de sonidos asociados a objetos. ¿Por qué hemos desarrollado un lenguaje donde predomina la funcionalidad sobre la descripción de las emociones?[3]
2. El estado de destribalización: El momento clave en el que se inicia un segundo estadio de la civilización es la creación de la escritura. La abstracción, la separación y distancia de los símbolos respecto de los objetos llevó a la civilización a un estado más racional y funcional, donde nacen los conceptos de útil y beneficioso. La exigencia de racionalización que determina la escritura produce un desarrollo especial de la vista, porque requiere una organización sistemática, visual, del conocimiento. El concepto de destribalización no es nuevo. La división que supone la escritura es compartida por el sociólogo Max Weber o por Northrop Frye.[3]
3. El estado de retribalización: Supone una vuelta atrás y está marcada por la aparición de los medios tecnológicos en el ámbito de la comunicación. Los medios electrónicos redescubren las facultades eclipsadas por la cultura quirográfica e impresa. La radio, como extensión del oído, y la TV, como extensión de la vista, tienen la capacidad de romper los equilibrios naturales para restituir al individuo la totalidad de sus sensaciones. Por un lado, recrean el contacto oral inmediato que fue típico de la vida arcaica comunitaria y tribal. Por otro lado, derriban las barreras estatales derivadas a su vez de los efectos de la escritura, y dan cuerpo a los proyectos de mundialización de la cultura.[3]

### La aldea tribal
Es posible que el habla se haya iniciado hace unos 30 000 años, pero la comunicación escrita-alfabética tiene tan solo unos cuatro milenios de antigüedad. La aldea tribal es pues una aldea analfabeta y su duración en la tierra habría tenido la extensión de unos 26 000 años.
Durante todo ese tiempo, otros factores (innovaciones tecnológicas desde el fuego y los metales hasta los medios de transporte y las armas) hicieron que el hombre dejase de ser cazador y nómada para aprender los secretos de la agricultura y transformarse en un ser sedentario. Aparecieron, pues, las aldeas estables, se desarrollaron recursos defensivos, lo cual abrió el paso para las primeras ciudades y, más tarde, las civilizaciones, con todo lo que ellas implican: la formación de clases, jerarquías, estructuras administrativas, etc. La aldea tribal se caracteriza por ser la palabra oral el único medio de comunicación del que disponía el hombre.
La palabra oral como medio de comunicación estimulaba el oído antes que la vista, involucrando sensorial y emocionalmente al oyente e integrándolo así al grupo de pertenencia (el clan, la tribu). En la aldea tribal, la única posibilidad de transmitir experiencias y acumularlas era haciéndolo en un espacio restringido que estaba representado por la memoria del grupo puesto que aún no existían ni la historia ni las escuelas ni la burocracia, es decir, los hombres estaban 'sensorialmente' integrados.

### El hombre alfabético-quirográfico
Esta era se inicia con la invención de la escritura hasta la difusión de la imprenta en Europa, por lo tanto, esta etapa se extendería a lo largo de unos 3,500 años. Durante este período aparecen numerosas 'extensiones del hombre' en el campo de las máquinas y herramientas. Pero aparecerá también la escritura alfabética que puede ser considerada el primer medio capaz de recoger, conservar y transmitir las experiencias humanas, reduciendo la función mnemónica de los individuos, el peso dogmático de los proverbios e incluso la autoridad de los ancianos, que hasta entonces eran los depositarios de la historia y la tradición, cargando con la función de transmitirlas a las élites administrativas religiosas y fiscales.
El alfabeto se concreta en una perspectiva sensorial-visual y posee una clara función analítico-lineal; en efecto, la linealidad es una característica predominante de la vista si se la compara con otros sentidos como el oído, el gusto y el tacto.
McLuhan dirá que esto deriva en una disociación entre la sensibilidad interior del hombre alfabetizado. McLuhan verá, además, que la disolución de la familia y el clan hacia sociedades más abiertas es una consecuencia mediata de la alfabetización, en el sentido que esta posibilita la homogeneización entre las culturas, la uniformidad de los individuos ante las leyes escritas y, particularmente, la revolución que la escritura generó en el pensamiento griego que marcó el paso de lo 'salvaje' hacia la filosofía y la ciencia.

### La galaxia Gutenberg o la Aldea Global
En la introducción a The Gutenberg Galaxy, McLuhan dice que la palabra "ambiente" hubiera sido preferible para describir el período pero luego reflexiona: El término galaxia expresa perfectamente al conjunto simultáneo y recíproco de diversos factores no directamente relacionados entre sí.
Este período comprende los casi cuatro siglos que van desde la difusión de la imprenta en la Europa de la modernidad hasta las primeras décadas del siglo XIX, cuando el telégrafo cambiaría para siempre la historia de la comunicación humana.
En el mundo occidental, solo una tercera parte de la historia ha sido tipográfica, aunque, por cierto, la relación entre esta etapa y la anterior es interdependiente. Para McLuhan, la civilización es equiparable a la cultura de la escritura, cultura que, según su opinión, competirá con la cultura electrónica. Observará, además, que mientras que la escritura manuscrita destacaba la insignificancia y la torpeza de la irritación especializada propias del signo visual, en la página impresa, predominará la linealidad y la repetitividad.
McLuhan divide la historia en cuatro fases:
1. Agrícola.
2. Mecánica.
3. Eléctrica, Mass Media.
4. Tecnológica. Esta es la etapa de mayor relevancia en su investigación. De hecho, aún pervive el Programa McLuhan en Cultura y Tecnología de la Universidad de Toronto, centrado en el estudio de la influencia de las nuevas tecnologías en el cambio social.

#### Medios fríos y calientes
La definición de los datos transmitidos a través de un medio, y el grado de participación de las audiencias para completar al medio, son los dos criterios fundamentales que propuso McLuhan para distinguir medios fríos y calientes. 
Los medios fríos, según Marshall McLuhan, tienen baja definición y ofrecen poca información explícita, lo que permite al usuario interpretar el mensaje. Estos medios requieren que el usuario participe activamente y dé sentido al contenido, fomentando la interacción y el diálogo.
Un ejemplo es la televisión en programas de debate como La resistencia, donde la audiencia puede enviar preguntas y comentarios. La falta de un guion claro mantiene la atención y requiere que los espectadores interpreten el humor.
Las conversaciones cara a cara también son medios fríos, ya que la comunicación depende de gestos y expresiones, lo que exige atención y respuestas adecuadas. En plataformas como Reddit, los usuarios deben leer entre líneas y entender el tono de los comentarios, contribuyendo con sus propias opiniones.
Otros ejemplos de medios fríos son los seminarios o talleres, donde se espera que los participantes discutan y colaboren, completando la información presentada. Finalmente, son destacables los jeroglíficos y las caricaturas, que requieren análisis e interpretación.
En cuanto a los medios calientes, según Marshall McLuhan, se caracterizan por su alta definición y claridad, lo que facilita la comprensión del contenido. Esto reduce la necesidad de interpretación y la participación activa del receptor, quien puede consumir la información sin completar detalles.
Estos medios tienden a estimular intensamente uno o más sentidos, lo que crea una experiencia más inmersiva. Sin embargo, la abundancia de detalles puede saturar a los receptores, convirtiéndolos en consumidores pasivos que no reflexionan críticamente la información recibida.
Ejemplos de medios calientes incluyen; El cine, donde el espectador se enfoca en una sola imagen y entiende fácilmente la trama; La imprenta, donde los libros y periódicos presentan la información de manera lineal y clara; La radio, por su transmisión sonora clara, permitiendo a los oyentes absorber información sin esfuerzo adicional; y finalmente; Las fotografías, las cuales son explícitas por sí mismas y ofrecen representaciones visuales detalladas.
La revista latinoamericana de comunicación Chasqui, hace referencia a un apartado en el cual McLuhan explica claramente esta diferencia: «El teléfono es un medio frío o un medio de definición baja debido a que se da al oído una cantidad mezquina de información, y el habla es un medio frío de definición baja, debido a que es muy poco lo que se da y mucho lo que el oyente tiene que completar (…) los medios cálidos son de poca o baja participación, mientras que los fríos son de alta participación para que el público los complete». (McLuhan, 1977: 47).
- Medio caliente: Alta definición - Más información - Menos participación - Excluye - No cuentan con gran participación del público[3]
- Medio frío: Baja definición - Menos información - Más participación - Incluye - Cuentan con participación del público[3]

Impacto de los medios en la comunicación: 
Medios Calientes:
- Reducción del Pensamiento Crítico: Los medios calientes, como la televisión o el cine, ofrecen información de manera directa y clara, lo que hace que el espectador no tenga que pensar demasiado ni cuestionar el mensaje. Esto puede disminuir la capacidad de la persona para analizar críticamente la información.
- Fomento de la Conformidad: Al presentar la información de manera estructurada y sin espacio para el debate, los medios calientes facilitan que la audiencia acepte lo que se dice sin cuestionarlo. Esto puede llevar a una sensación de conformidad, donde la gente cree y acepta el mensaje tal como se les presenta.
- Facilitación de la Propaganda: Los medios calientes son muy efectivos para transmitir mensajes de manera persuasiva, lo que los hace ideales para la publicidad y la propaganda. Su capacidad para captar la atención y convencer al público los convierte en herramientas poderosas para influir en las opiniones.

Medios Fríos:
- Estimulación del Pensamiento Crítico: Los medios fríos, como los libros o internet, requieren que el receptor participe más activamente al interpretar y analizar la información. Esto fomenta la reflexión y el cuestionamiento, haciendo que las personas piensen de manera más crítica sobre lo que consumen.
- Fomento de la Creatividad: Al estar involucrados en el proceso de interpretación, los usuarios deben completar los vacíos de información, lo que fomenta la creatividad y les permite aportar nuevas ideas y perspectivas.
- Diversificación de Opiniones: Los medios fríos permiten una variedad de interpretaciones y puntos de vista. Esto es especialmente importante en plataformas interactivas, donde las personas pueden discutir y compartir sus opiniones, lo que enriquece el debate y ofrece diferentes perspectivas sobre un mismo tema.

### La Galaxia Marconi o la Aldea Cósmica
McLuhan dijo que el ciclo histórico entre los medios-mensajes y el hombre-usuario, concluye en la actual Galaxia Marconi, caracterizada por el medio televisivo. En la entrevista realizada por la revista Playboy en 1969 dice:
"La constelación de Marconi está eclipsando la galaxia Gutenberg"
En síntesis, hay una referencia de hecho (aunque probablemente intuitiva) a tres diferentes órdenes de innovaciones tecnológicas:
1. Un orden eléctrico: el telégrafo y el teléfono, medios que redujeron el espacio psicosocial en asociación con otras 'extensiones' como los medios de transporte.
2. Un orden electrónico: dispositivos centrados esencialmente en el uso de válvulas.
3. Tecnologías recientes: estas tecnologías parecen invadir todas las técnicas convencionales de comunicación haciendo confluir la comunicación y la información de forma integrada y universal asociando todos los aspectos de la comunicación humana: desde la administración pública, hasta los servicios sociales, desde el entretenimiento hasta la salud y la educación.

#### Servomecanismos
Extensiones del cuerpo. Hombre máquina. Hombre rueda. Hombre arma. El ser humano se extiende. El sistema puede ser mecánico. Servomecanismos al servicio del hombre. El término utilizado por Marshall McLuhan se refiere a los mecanismos que el hombre ha utilizado a través del tiempo. Cualquiera de nuestras extensiones resulta de las nuevas escalas de extensiones o nuevas tecnologías.
Uno de los ejemplos utilizados es la luz eléctrica: información pura: «En la edad eléctrica llevamos a toda la humanidad como nuestra piel» (McLuhan, 1964)
«Situando nuestros cuerpos físicos en el centro de nuestros sistemas nerviosos ampliados con la ayuda de los medios electrónicos, iniciamos una dinámica por la cual todas las categorías anteriores, que son meras extensiones de nuestro cuerpo, incluidas las ciudades, podrán traducirse en sistemas de información.»
McLuhan alude al mito griego de Narciso que confundió su reflejo en el agua con otra persona: «Esta extensión suya sensibilizó sus percepciones hasta que se convirtió en el servomecanismo de su propia imagen extendida o repetida».
Por ende, si pensamos que una rueda es una extensión de las piernas, la realidad virtual, la revolución digital ¿Es acaso una extensión de nuestro cerebro? ¿De nuestra sensibilidad? La metáfora de Narciso en el mundo de las redes digitales, parece una visión de un futuro que ya llegó.

## Legado

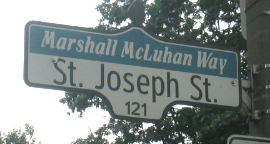
Tramo de la calle St. Joseph que atraviesa el St. Michael's College de la Universidad de Toronto, el que ha sido co-nombrado Camino Marshall McLuhan (Marshall McLuhan Way).

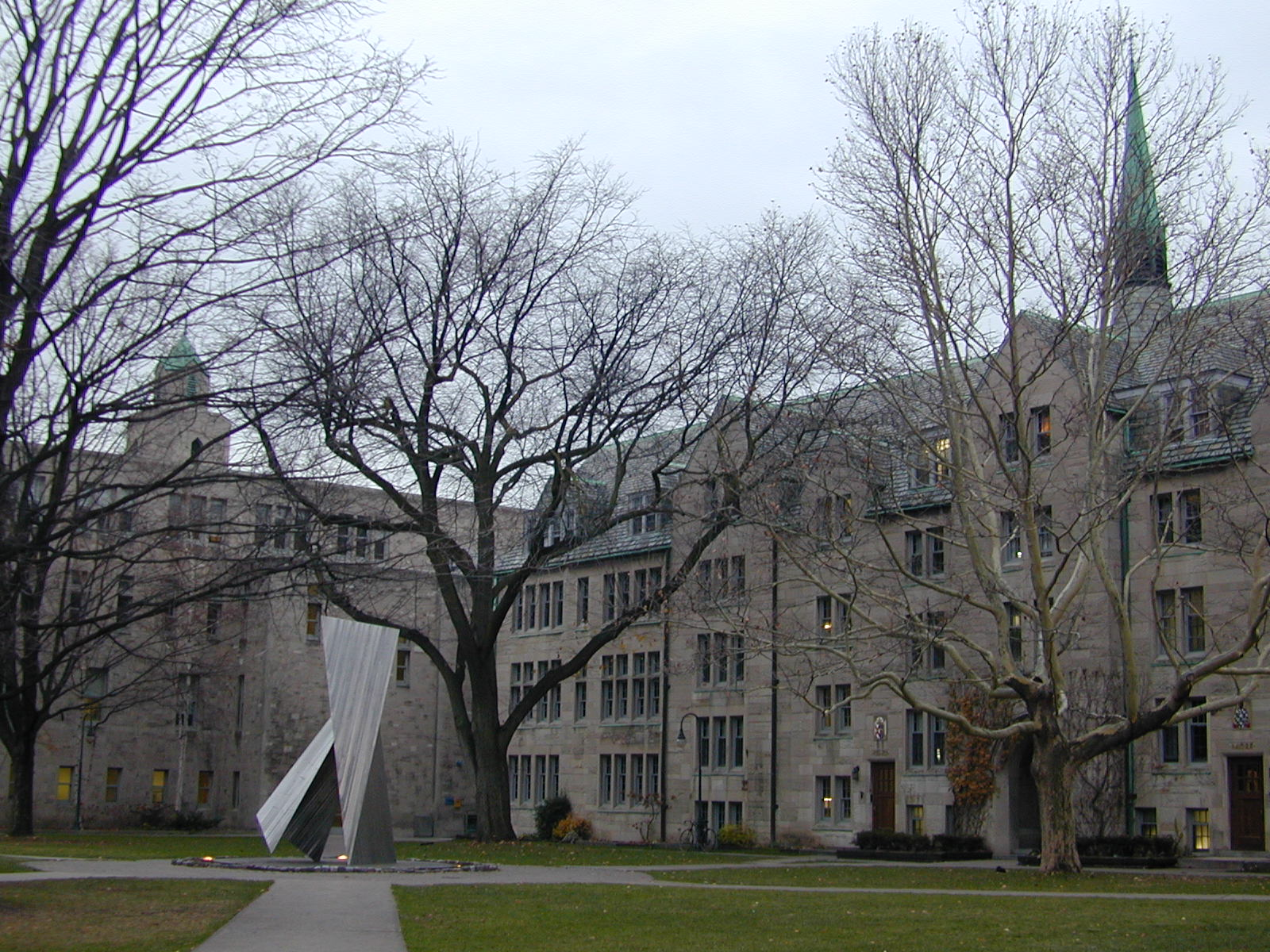
College San Miguel de la Universidad de Toronto. La escultura del centro simboliza al Arcángel Miguel.

McLuhan ha influenciado a grandes pensadores, críticos culturales, y teóricos como Neil Postman, Jean Baudrillard, Timothy Leary, Terence McKenna, William Irwin Thompson, Paul Levinson, Douglas Rushkoff, Jaron Lanier, Hugh Kenner y John David Ebert. También fue influencia de líderes políticos como Pierre Elliott Trudeau y Jerry Brown. Se cree que el famoso pintor y creador del movimiento Pop Art, Andy Warhol adaptó y parafraseó la teoría de Aldea Global de McLuhan con su frase "Todos tenemo derecho a tener nuestros 15 minutos de fama".  El personaje "Brian O'Blivion" de la película Videodrome (1983) de David Cronenberg es un "oráculo mediático" basado en McLuhan. 
En 1991, McLuhan fue nombrado el "santo patrón" de la revista Wired. A su vez, la banda de rock progresivo Genesis lo nombra en una canción llamada "Broadway Melody of 1974", la cual aparece en el álbum The Lamb Lies Down on Broadway. The Sopranos, en el episodio llamado "House Arrest", nombran a McLuhan.
En 1980 en Toronto, tras su muerte, se creó el llamado McLuhan Program in Culture and Technology (Cultura y Tecnología: Programa McLuhan), que a partir de 1994 se incorpora a la Facultad de Estudios de Información de la Universidad de Toronto: Facultad de Estudios de Información. En 2008, el programa se asoció con el instituto Coach House. De 2008 a 2015, el profesor Dominique Scheffel-Dunand de la Universidad York, se desempeñó como director del programa. 
En 2011, en el momento de su centenario, el Instituto Coach House estableció el programa de Becas Centenarias Marshall McLuhan en su honor, y cada año designa hasta cuatro becarios por un máximo de dos años. En mayo del 2016, el Instituto Coach House pasó a llamarse Centro McLuhan de Cultura y Tecnología; su Director Interino fue Seamus Ross (2015-16).
En Toronto, la escuela secundaria católica lleva su nombre.
Sus palabras sobre la difusión masiva y la sociedad de la información, que describió en su aclamada obra La galaxia Gutenberg (1962), y su frase más célebre "el medio es el mensaje" (a finales de los setenta), le harían pasar a la historia como un visionario de internet. Pero Marshall también advirtió de los peligros del abrumador poder de internet:
"Una vez que hayamos supeditado nuestros sentidos y sistemas nerviosos a la manipulación privada de quienes intentarán beneficiarse a través de nuestros ojos, oídos e impulsos, no nos quedará ningún derecho."

## Obras
- 1950: Enok In Graff: Making poetry and painting culture (producido por Harley Agel)
- 1951: The Mechanical Bride: Folklore of Industrial Man (1.ª Ed.: The Vanguard Press, NY 1951) (Gingko Press) ISBN 1-58423-050-9
- 1960: Report on Project in Understanding New Media. National Association of Educational Broadcasters.
- 1960: Explorations in Communication, edited with Edmund Carpenter. (1.ª Ed: Beacon Press: Boston 1960)
- 1962: The Gutenberg Galaxy: The Making of Typographic Man (Routledge & Kegan Paul) ISBN 0-7100-1818-5
- 1964: Understanding Media: The Extensions of Man (Gingko Press) ISBN 1-58423-073-8.
- 1967: The Medium is the Massage (con Quentin Fiore; produced by Jerome Agel) (Random House; 2000 reprint by Gingko) ISBN 1-58423-070-3.
- 1967: Verbo-Voco-Visual Explorations (1.ª ed.: Something Else Press, Nueva York, 1967).
- 1968: War and Peace in the Global Village (design/layout by Quentin Fiore; produced by Jerome Agel) (2001 reprint by Gingko) ISBN 1-58423-074-6.
- 1968: Through the Vanishing Point - space in poetry and painting (con Harley Parker) (1.ª ed.: Harper & Row, Nueva York, 1968).
- 1969: Counterblast (design/layout by Harley Parker) (1.ª ed.: McClelland and Steward, Toronto, 1969).
- 1970: Culture is Our Business (1st Ed.: McGraw Hill, Nueva York, 1970).
- 1970: From Cliché to Archetype (con Wilfred Watson) (1.ª ed.: Viking, Nueva York, 1970).
- 1970: Take Today: the Executive As Dropout (con Barrington Nevitt). (1.ª ed.: Harcourt Brace Jovanovish, Nueva York, 1970).
- 1977: City As Classroom: Understanding Language and Media (con Eric McLuhan) (1.ª ed.: University of Toronto Press, Toronto, 1977).
- 1988: Laws of Media: The New Science (con Eric McLuhan) (1.ª ed.: University of Toronto Press, Toronto, 1988).
- 1989: The Global Village (con Bruce R. Powers) (Oxford University Press) ISBN 0-19-505444-X.
- 2004: Understanding Me (edited by Stephanie McLuhan and David Staines), The MIT Press, ISBN 0-262-13442-X
- 2006: The Classical Trivium. Corte Madera: Gingko Press. ISBN 1-58423-067-3.

### Entrevistas publicadas
- "Understanding Canada and Sundry Other Matters: Marshall McLuhan." Mademoiselle, January 1967, pp. 114-115, 126-130.
- "Playboy Interview: Marshall McLuhan." Playboy, March 1969, pp. 26-27, 45, 55-56, 61, 63.
- "The Table Talk of Marshall McLuhan." by Peter C. Newman. Maclean's, June 1971, pp. 42, 45.
- "An Interview with Marshall McLuhan: His Outrageous Views About Women." by Linda Sandler. Miss Chatelaine, 3 de septiembre de 1974, pp. 58-59, 82-87, 90-91.
- "Predicting Interactive Communication via the Internet".[23] By Robert Fulford. Canadian Broadcasting Corporation 1966 -
- "The End of Polite Society".[24]  Canadian Broadcasting Corporation, The Way It Is, 1968.
- "Violence as a Quest for Identity".[25] By Mike McManus, The Mike McManus - 1977
- "The Communications Revolution"[26] - Ohio State University 1960
- "Living in an Acoustic World"[27] - University of South Florida 1970

### Ediciones en español
- Marshall McLuhan (1996). Comprender los medios de comunicación. Editorial Paidós. ISBN 9788449302404.
- Marshall McLuhan, Quentin Fiore (2015). El medio es el masaje. Buenos Aires: la marca editora. ISBN 9789508892614.
- Marshall McLuhan, Quentin Fiore (1997). El medio es el masaje. Editorial Paidós. ISBN 9788475090153.
- Marshall McLuhan, Bruce R. Powers (2002). La aldea global. Editorial Gedisa. ISBN 8474324033.
- Marshall McLuhan (1993). La galaxia Gutenberg. Editorial Galaxia Gutenberg. ISBN 9788481090093.

### Videos sobre Marshall McLuhan
- Algunos de sus conceptos en video (en inglés)
- Marshall McLuhan y Norman Mailer debaten en TV en 1968. (en inglés)
- McLuhan hace un bolo en "Annie Hall" de Woody Allen
- McLuhan hace un bolo en "Annie Hall" subtítulos en español
- Departiendo sobre los efectos de la TV (en inglés)

- Datos: Q193871
- Multimedia: Marshall McLuhan / Q193871
- Citas célebres: Marshall McLuhan